# Alex Padilla
Alejandro Padilla (Los Ángeles, California, Estados Unidos, 22 de marzo de 1973) es un político e ingeniero mexicoestadounidense, que se desempeña como senador de los Estados Unidos por California, en sustitución de Kamala Harris, exvicepresidenta de los Estados Unidos. 
Anteriormente, Padilla se desempeñó como secretario de estado de California, entre 2015 y 2021. Es miembro del Partido Demócrata.
Padilla sirvió anteriormente en el Senado del estado de California, representando al distrito 20 después de su elección para el cargo en noviembre de 2006. Antes de servir en el Senado, sirvió durante más de siete años en el Concejo de la ciudad de Los Ángeles, en representación del séptimo distrito. 
Elegido por primera vez en 1999, fue elegido presidente del Concejo de la ciudad de Los Ángeles en julio de 2001 y mantuvo el cargo hasta diciembre de 2005.
El 22 de diciembre de 2020, Padilla fue seleccionado por el gobernador Gavin Newsom para reemplazar a la vicepresidenta electa Kamala Harris en el Senado de los Estados Unidos. Padilla es el primer senador hispano de California, y además es el primer hombre en representar al estado desde 1993. 
Asumió el cargo el 20 de enero de 2021 como senador junior, el 29 de septiembre de 2023 se convirtió en senador senior luego de la muerte de Dianne Feinstein.

## Primeros años y educación
Padilla es uno de los tres hijos de Santos y Lupe Padilla, quienes inmigraron de México, específicamente de Jalisco y Chihuahua, antes de conocerse y casarse en Los Ángeles. Creció en Pacoima, Los Ángeles, y se graduó de San Fernando High School en el noreste del Valle de San Fernando. Obtuvo un título en ingeniería mecánica del Instituto de Tecnología de Massachusetts (MIT) en 1994. Se graduó del programa Coro Southern California Fellows con el entrenador Alan Gershman en 1995.

## Carrera

### Carrera temprana
Después de graduarse, regresó a Pacoima y trabajó brevemente como ingeniero para Hughes Aircraft, donde escribió software para sistemas satelitales. Padilla es un exmiembro de la junta directiva del MIT y presidente de la Asociación Nacional de Funcionarios Latinos Electos y Designados (NALEO), que tiene una membresía de más de 6,000 funcionarios latinos de los Estados Unidos. Se desempeña como presidente del Consejo de Liderazgo de Los Ángeles para la Asociación Estadounidense de Diabetes.
Padilla comenzó en la política como miembro del Partido Demócrata en 1995, en parte sustancial en respuesta a la Proposición 187 de California, que excluía a los inmigrantes ilegales de todos los servicios públicos que no eran de emergencia, incluida la educación pública, pero que sentía que estaba motivado por un nativismo más amplio. que demonizaba a los inmigrantes legales e ilegales por igual. Su primer papel profesional fue como asistente personal de la senadora Dianne Feinstein. Luego se desempeñó como gerente de campaña para el asambleísta Tony Cárdenas en 1996, el asambleísta Gil Cedillo en 1997 y el senador estatal Richard Alarcón en 1998, todos demócratas. Todos ganaron sus respectivas elecciones.

### Consejo de Los Ángeles
El 1 de julio de 1999, a los 26 años, Padilla prestó juramento como miembro del Concejo Municipal de Los Ángeles. Dos años más tarde, sus colegas lo eligieron presidente del Concejo Municipal. Padilla fue el primer latino y la persona más joven elegida presidente del Ayuntamiento de Los Ángeles.
Durante su mandato como presidente del Concejo Municipal, Padilla también fue elegido presidente de la Liga de Ciudades de California, el primer latino en ocupar ese cargo.

### Senado estatal de California
Después de retirarse como presidente del Concejo Municipal de Los Ángeles, Padilla fue elegido para el Senado estatal en 2006, derrotando a la libertaria Pamela Brown. Fue reelegido en 2010 con casi el 70% de los votos sobre la republicana Kathleen Evans. Padilla se desempeñó como miembro del Comité de Asignaciones, Comité de Negocios y Profesiones y Desarrollo Económico, Comité de Organización Gubernamental, Labor e Industrial Comité de Relaciones y presidió el Comité Selecto de Ciencia, Innovación y Políticas Públicas. Dejó el cargo el 30 de noviembre de 2014, después de dos mandatos.
En agosto de 2012, Padilla fue incluido en una lista de 20 estrellas emergentes de la política latina compilada por el San Francisco Chronicle, citando su papel en la Asociación Nacional de Funcionarios Latinos Electos y Designados.
En septiembre de 2014, Padilla promovió lo que luego se convertiría en la Propuesta 67, una propuesta de prohibición de las bolsas de plástico. El 8 de noviembre de 2016, cuando Padilla era secretario de Estado, la propuesta se votó en un referéndum. y la opción a favor de la prohibición de las bolsas de plástico obtuvo el 66% de los votos.

### Secretario de Estado
El 11 de abril de 2013, Padilla anunció su intención de postularse para secretario de estado en 2014, para suceder a Debra Bowen, de duración limitada. Se esperaba que enfrentara una batalla dentro del partido con su compañero demócrata Leland Yee, pero fue arrestado por crimen organizado, y se bajó de la carrera. Padilla ganó las elecciones el 4 de noviembre de 2014 con el 53,6% de los votos, derrotando al republicano Pete Peterson, en una elección inesperadamente competitiva.
El 29 de junio de 2017, la Comisión Asesora Presidencial sobre Integridad Electoral, que el presidente Donald Trump creó el 11 de mayo, solicitó datos sobre los votantes inscritos de todos los estados, desde 2006. Padilla se rehusó, y dijo que California no proporcionaría los datos.
El 6 de noviembre de 2018, Padilla fue reelegido con el 64,5% de los votos, derrotando al republicano Mark P. Meuser.

### Senador
En noviembre de 2023, Alex Padilla presenta en el Senado legislación para el futuro de los Estados Libres Asociados de Puerto Rico. La Ley del Estatus de Puerto Rico autoriza un referéndum vinculante, patrocinado por el gobierno federal, conocido como plebiscito, para resolver el estatus político de Puerto Rico. La legislación detalla la transición e implementación del estatus no territorial para Puerto Rico. estadidad, independencia o soberanía en libre asociación con los Estados Unidos de América.